# Hippolyte Moulin
Pour les articles homonymes, voir Moulin (homonymie).

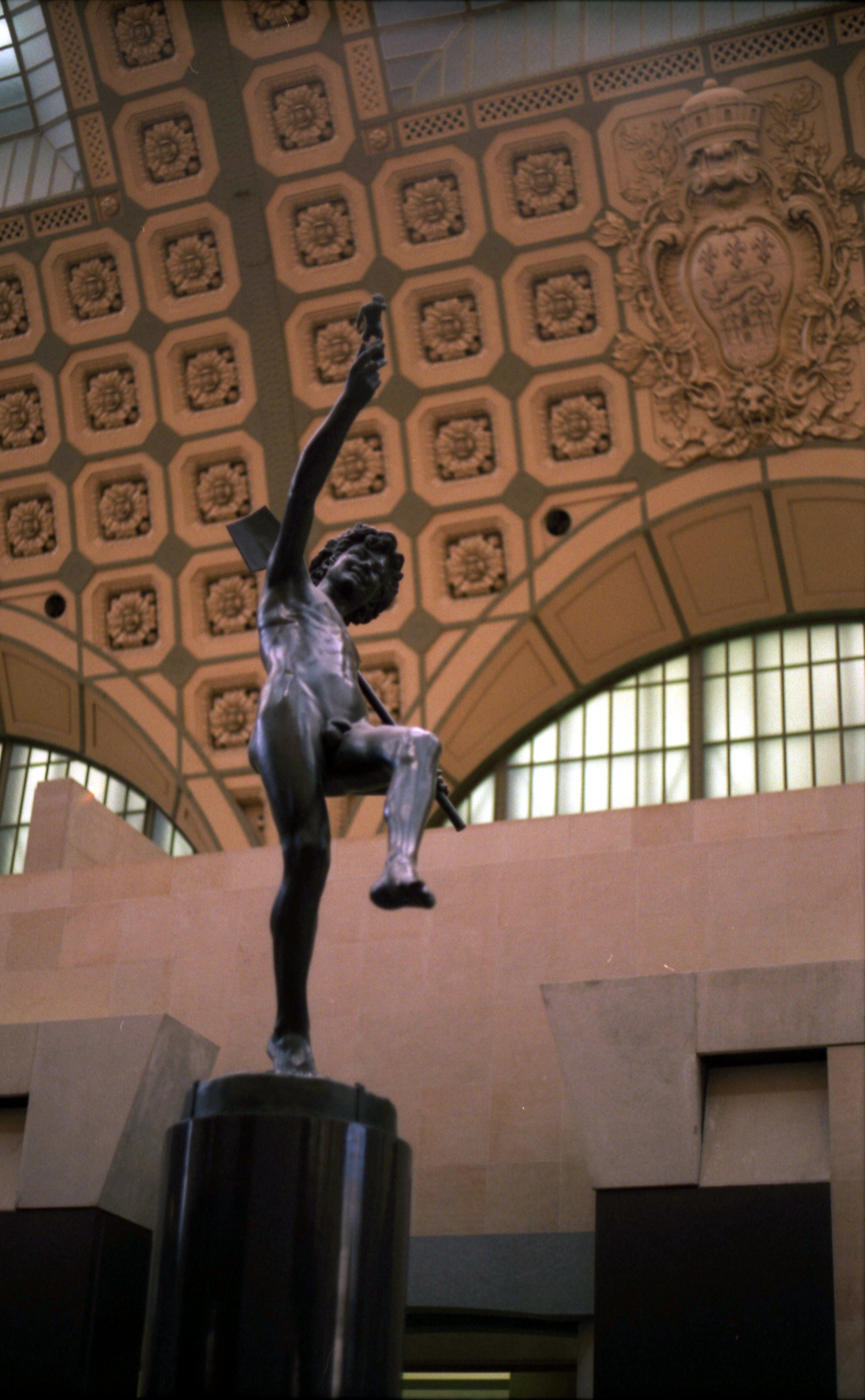
Une trouvaille à Pompéi (1863), Paris, musée d'Orsay.

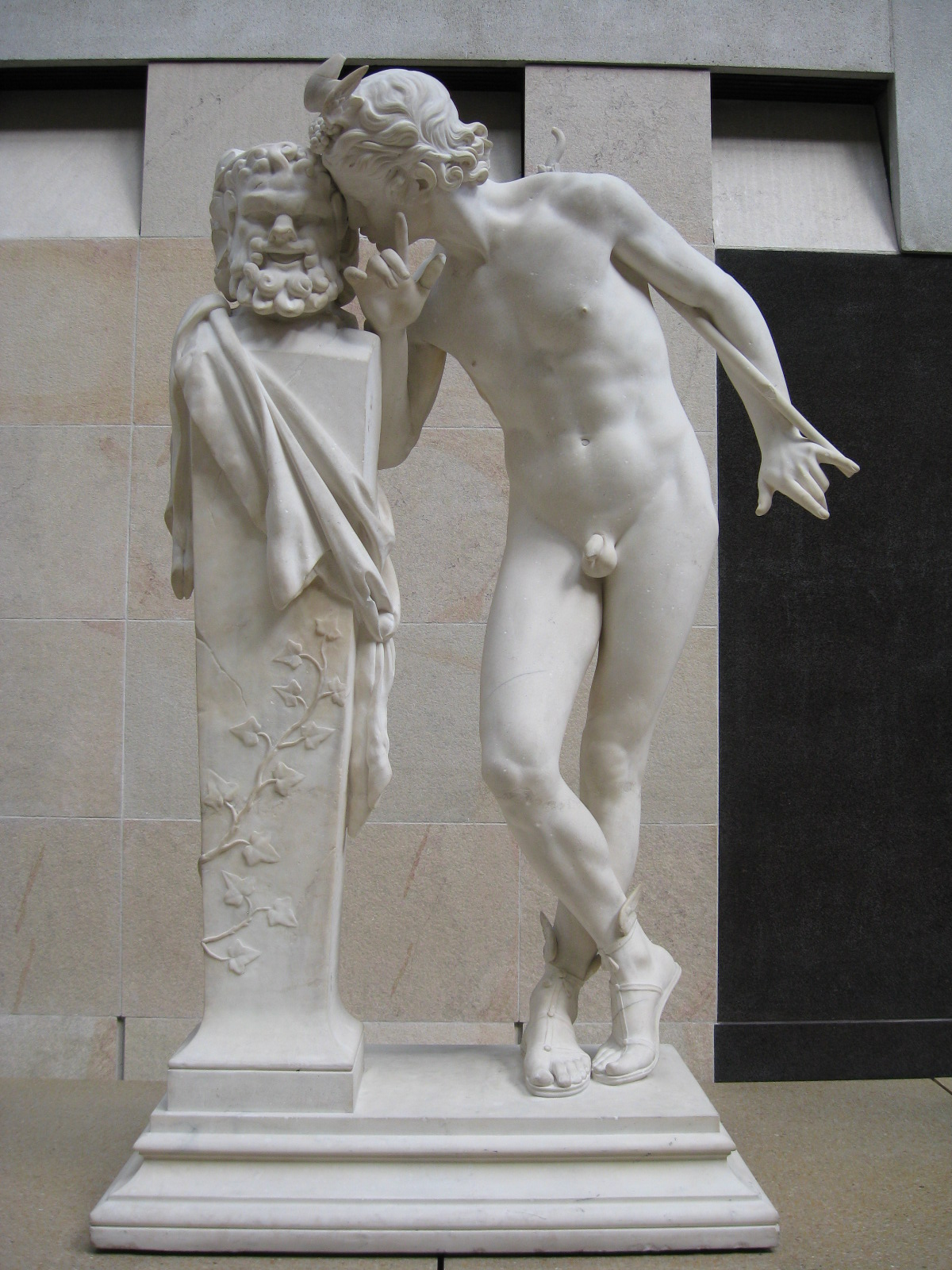
Secret d'en haut (1879), Paris, musée d'Orsay.

Hippolyte Alexandre Julien Moulin, né à Paris le 12 juin 1832 et mort à Saint-Maurice le 27 décembre 1883, est un sculpteur français.

## Biographie
Hippolyte Moulin est le fils de Félix Julien Moulin, marchand de nouveautés et de Clarisse Angélique Ferrand. Il est admis a l'École des beaux-arts de Paris le 6 avril 1855 et dit être l'élève d'Auguste Ottin et d'Antoine-Louis Barye. Il épouse Alice Rachel Sasportas à Paris le 7 avril 1868. Ils auront trois enfants : Hélène Clarisse Émilie, Henriette Annie Suzanne, et Jacques Ismaël.
Très engagé avec son ami le peintre Hippolyte Dubois dans la Fédération des artistes et partisans de la Commune, il participe à la Semaine sanglante pendant laquelle son ami peint un portrait de Moulin.
Moulin expose au Salon de 1857 a 1878, où il obtient des médailles en 1864, 1867 et 1869. Il obtient une médaille à l'Exposition universelle de 1878.
Il doit abandonner les cours et poursuivre seul sa formation. Parlant un peu anglais et allemand, il donne des cours pour subsister.
Hippolyte Moulin meurt le 27 décembre 1883 en son domicile, au 51, Grande-Rue à Saint-Maurice.

## Œuvres dans les collections publiques
Aux États-Unis
- Baltimore, Walters Art Museum : Antoine-Louis Barye (1795-1875), statuaire, membre de l'Institut, 1875, bronze (fonte Barbedienne)[12].

En France
- Paris :
  - cimetière du Montparnasse, division 17 : Leconte de Lisle, buste ornant son cénotaphe.
  - cimetière du Père-Lachaise :
    - Antoine-Louis Barye, buste en bronze, division 49, volé en 2006 :
    - Buste en bronze dans la chapelle Cadet de Chambine, division 26, œuvre disparue.

  - musée d'Orsay :
    - Une trouvaille à Pompéi, 1863, statue en bronze[13] ;
    - Secret d'en haut, 1879, groupe en marbre. Le modèle en plâtre fut exposé au Salon de 1873[14].

  - théâtre de l'Odéon : Henri Monnier, buste en bronze, un autre exemplaire ornant la tombe de l'écrivain a été volé[15].
- Parthenay, salle du Conseil : Buste de Marianne, 1867, plâtre.

## Réception critique
« Devant : Le Secret d'en Haut le groupe que monsieur Hippolyte Moulin, nous donne le plaisir de revoir cette année, taillé dans un merveilleux bloc de Carrare et d'une conception et d'une forme parfaites, est une des œuvres les plus saillantes du Salon de 1875, et c'est par oubli que nous ne l'avons pas classé parmi nos candidats à la médaille d'honneur. Le Mercure adorable de beauté et de jeunesse, qui se penche pour raconter tout bas la chronique scandaleuse d'Olympe à l'oreille d'un Terme qui jaillit, railleur de sa gaine, unit la grâce antique à l'esprit français, c'est une ode d'Horace traduite par Alfred de Musset. »

— Le Moniteur universel, 29 mai 1875